# Dany N'Guessan
Djombo "Dany" N'Guessan, född 11 augusti 1987 i Ivry-sur-Seine, är en fransk fotbollsspelare som senast spelade för den engelska klubben Swindon Town FC i League One, där han främst spelar som yttermittfältare på vänster kanten men han kan också spela på högerkanten och som släppande forward.
N'Guessan började sin karriär i Auxerres akademi. År 2003 skrev han på för a-laget men han fick ingen speltid. Istället skrev han på för det skotska laget Rangers, men även där fick han ingen speltid. Ett år efter att ha skrivit på för Glasgow klubben så lånades han ut, 2006, till Boston United. Där fick N'Guessan mycket speltid. År 2007 såldes mittfältaren till Lincoln City. I Lincoln City var N'Guessan ordinarie. Detta ledde till intresse från större klubbar.
Sommaren 2009 kontaktades fransmannen av Championshipklubben Leicester City. N'Guessan skrev på för Leicester samma sommar, han sägs ha tackat nej till både Sheffield Wednesday och Ipswich Town. Fransmannens debut kom mot Swansea City som inhoppare. N'Guessan satte Leicesters 2-1 mål hemma på Walkers Stadium och gav Leicester vinsten i premiären. N'Guessan användes resten av säsongen flitigt som en avbytare som byttes in nästan varje match.

## Meriter
Individuellt
- Invald i årets League Two lag: 2009